# Ајонија (Ајова)
Ајонија (енгл. Ionia) град је у америчкој савезној држави Ајова. По попису становништва из 2010. у њему је живело 291 становника.

## Демографија
Према попису становништва из 2010. у граду је живело 291 становника, што је 14 (5,1%) становника више него 2000. године.
| Група             | 2000.       | 2010.       |
| Белци             | 275 (99,3%) | 289 (99,3%) |
| Хиспаноамериканци | 2 (0,7%)    | 2 (0,7%)    |
| Укупно            | 277         | 291         |